# Wojna o krowę
Wojna o krowę zwana też bitwą o krowę lub krowią wojną – zatarg „o krowę” pomiędzy mieszkańcami Świdwina i Białogardu, który przekształcił się w krwawą bitwę. W publikacjach historycznych bywa przedstawiany na szerokim tle stosunków między Brandenburgią (wówczas panującą nad Nową Marchią) a Księstwem pomorskim. Polska występowała w roli rozjemcy, jednak w roku 1468 doszło do wojny. Jednym z jej epizodów była bitwa między brandenburskim wówczas Świdwinem a pomorskim Białogardem.

## Przebieg bitwy
15 lipca 1469 mieszkańcy Białogardu pod przywództwem wójta Karstena z Oparzna ruszyli zbrojnie na Świdwin. Świdwinianami dowodził Krzysztof Poleński (według Rudolfa Virchowa Krzysztof Polencki, syn wójta świdwińskiego, Jakuba Polenckiego). Do potyczki doszło koło wsi Łęgi granicy pomorsko-marchijskiej w rejonie Lasu Łęgowskiego (pagus Langum). Według relacji jednego ze świadków: 

Zginęło 300 białogardzian, a 100 dalszych dostało się do niewoli. Mieszkańcy Świdwina zdobyli chorągiew Białogardu i 300 wozów z łupami.

## Upamiętnienie
Od roku 1969 (czyli od pięćsetnej rocznicy wydarzenia), rokrocznie w czerwcu, na przemian w Białogardzie i Świdwinie na pamiątkę tego zdarzenia obaj burmistrzowie organizują zawody sprawnościowe pomiędzy mieszkańcami obu miast. Konkurencje nawiązują do czasów średniowiecznych – ścinanie toporem drewnianego niedźwiedzia, strzelanie z łuku, rzut toporem do celu i inne. Zwycięzca na okres roku wchodzi w posiadanie krowich rogów. Festyn kończy uczta – wołowiny dostarcza Białogard, zaś piwa – Świdwin.
Inicjatorem imprezy był Leon Zdanowicz ze świdwińskiego Powiatowego Domu Kultury.